# Låt den rätte komma in
Låt den rätte komma in (bra Deixa Ela Entrar) é um filme sueco de 2008, dirigido por Tomas Alfredson e baseado no livro de contos do escritor sueco John Ajvide Lindqvist, que também escreveu o roteiro. Foi produzido uma refilmagem nos Estados Unidos em 2010 com o nome de Let Me In.

## Sinopse
O filme conta a história de Oskar, um menino de 12 anos que se aproxima de Eli, um menino vampiro mutilado sexualmente há séculos. A história se passa em Blackeberg, subúrbio de Estocolmo, na Suécia, em fevereiro de 1982. 

## A cena de castração de Eli
Pelo fato do diretor Tomas Alfredson não ter incluído no filme a cena de castração de Eli, descrita no livro original, muitos críticos e diversas pessoas não perceberam, ao assistir o filme, que Eli na verdade é um menino castrado. Em entrevista a Karin Luisa Badto, Alfredson explicou porque não filmou a cena: "Tentei fazer uma cena de flashback, onde vemos a castração de Eli [o garoto vampiro] duzentos anos atrás, com closes muito próximos de uma faca se aproximando da pele, começando a cortar e eu disse para o pessoal da maquiagem 'quero fazer isso'. Eles disseram 'você não pode fazê-lo a menos que seja com um animal de verdade porque se você está muito perto da câmera não pode usar borracha ou efeitos especiais' então eu disse 'OK, vamos fazer assim então' e daí eu esqueci do assunto e o diretor assistente disse 'nós já temos o porco'. Eu disse 'que porco?' 'O porco para a cena do corte. Um porco vivo. Ele está lá fora junto com o matador'. Então eu saí do estúdio e um açogueiro estava de pé com sua faca. O porco me olhava com olhos tristes. Eu disse não. Eu não conseguiria dormir se nós tivéssemos o matado. É carma ruim."

## Elenco
- Kåre Hedebrant como Oskar
- Lina Leandersson (voz de Elif Ceylan) como Eli
- Per Ragnar como Håkan
- Henrik Dahl como Erik
- Karin Bergquist como Yvonne
- Peter Carlberg como Lacke
- Ika Nord como Virginia
- Mikael Rahm como Jocke
- Karl Robert Lindgren como Gösta
- Anders T. Peedu como Morgan
- Pale Olofsson como Larry
- Cayetano Ruiz como Magister Ávila
- Patrik Rydmark como Conny
- Johan Sömnes como Andreas
- Mikael Erhardsson como Martin
- Rasmus Luthander como Jimmy
- Sören Källstigen como amigo de Erik
- Bernt Östman como enfermeira de Virginia
- Kajsa Linderholm como a professora

## Recepção
No agregador de críticas dos Estados Unidos, o Rotten Tomatoes, na pontuação onde a equipe do site categoriza as opiniões da  grande mídia e da mídia independente apenas como positivas ou negativas, o filme tem um índice de aprovação de 98% calculado com base em 193 comentários dos críticos. Por comparação, com as mesmas opiniões sendo calculadas usando uma média aritmética ponderada, a nota alcançada é 8,3/10 que é seguida do consenso dizendo que "revigora o gênero vampiro aparentemente cansado, misturando efetivamente sustos com narrativa inteligente".
Em outro agregador de críticas também dos Estados Unidos, o Metacritic, que calcula as notas das opiniões usando somente uma média aritmética ponderada de determinados veículos de comunicação em maior parte da grande mídia, tem uma pontuação de 82/100, alcançada com base em 30 avaliações da imprensa anexadas no site, com a indicação de "aclamação universal".
Roger Ebert chamou o filme de "o melhor filme de vampiro moderno."